# Karl Friedrich von dem Knesebeck
Karl Friedrich von dem Knesebeck, född 5 maj 1768, död 12 januari 1848, var en tysk friherre och militär.
von dem Knesebeck deltog i fälttågen 1792-94 och utmärkte sig som major i slaget vid Auerstädt 1806. Han blev överste 1812, general av infanteriet 1825, generalfältmarskalk och erhöll avsked 1825. Under befrielsekriget 1813-15 förde von dem Knesebeck inte något eget befäl men medföljde högkvarteret som kungens militäre rådgivare. Han ägde ett stort inflytande hos Fredrik Vilhelm III av Preussen och motarbetade i mycket August von Gneisenau och Gebhard Leberecht von Blücher.